# Stefano di Pisa
Stefano di Pisa (o Stefano d'Antiochia, Stefano il Filosofo) (fl. XIV secolo) è stato un traduttore e scienziato italiano.

## Biografia
Fu attivo come traduttore dall'arabo, ad Antiochia e nel Sud dell'Italia nella prima parte del XII secolo
A lui si deve la traduzione di opere scientifiche islamiche, in particolare dei lavori di medicina di Ali ibn Abbas al-Majusi (Haly Abbas) (l'al-Kitāb al-Malikī), tradotto verso il 1127 in latino col titolo Liber regalis dispositionis. Questa fu la prima traduzione integrale, essendo la prima traduzione solo parziale, dovuta a Costantino l'Africano, sotto il titolo Liber Pantegni.
Si crede che egli sia stato anche il traduttore in quello stesso periodo dell'Almagesto di Tolomeo, dal momento che un manoscritto, che ora è conservato a Dresda, e l'autore o il traduttore del Liber Mamonis - una discussione sul sistema cosmologico tolemaico, in possesso di precise conoscenze scientifiche islamiche - lo cita per controbattere le idee in proposito di Macrobio, allora correnti nel contesto culturale dell'Europa latina.
Inizialmente studiò a Pisa e poi a Salerno.